# 町田隆敏
町田 隆敏（まちだ たかとし）は、日本の地方公務員。札幌市教育委員会教育長を経て、札幌市副市長、札幌ドーム取締役副社長。

## 人物・経歴
横浜市出身。北海道大学法学部卒業後、1983年札幌市役所入庁。秘書部長、広報部長を経て、2013年同市教育委員会教育長。2015年から同市副市長を務め、多発する職員の不祥事への対応などにあたった。また2026年冬季オリンピックの招致活動を進めたが、北海道胆振東部地震を受け、ローザンヌでトーマス・バッハ国際オリンピック委員会会長と会談し招致を断念する合意をした。株式会社札幌ドーム取締役副社長、一般社団法人札幌圏地域データ活用推進機構理事長、北海道日本香港協会副会長、国土交通省国土審議会北海道開発分科会計画部会委員等兼務。